# Blacourt
Cet article possède des paronymes, voir Blécourt, Blicourt et Blincourt.
Blacourt est une commune française située dans le département de l'Oise en région Hauts-de-France.

## Géographie

### Description

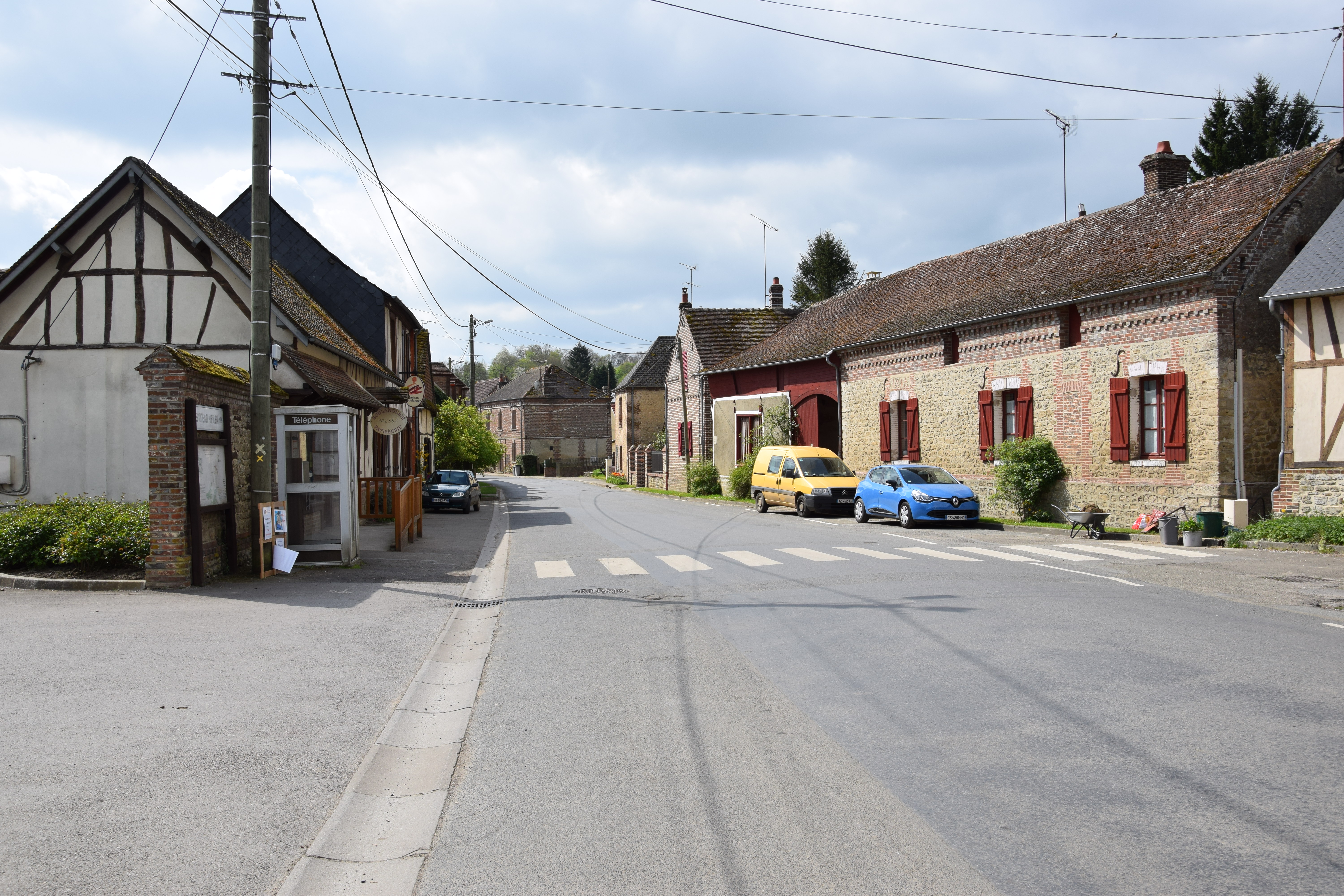
Ambiance du village.

Blacourt est une commune picarde du Pays de Bray située à 10 km à l'est de Gournay-en-Bray; 17 km à l'ouest de Beauvais, 21 km u nord de Gisors et à 55 km à l'est de Rouen.
Le territoire communal, tangenté au sud par la route nationale 31 est traversé par le sentier de grande randonnée français GR 129.
Il était décrit de la manière suivante au milieu du XIXe siècle : « le  territoire de cette commune qui s'appuie au nord sur le Haut-Bray, et qui atteint au sud la route royale de Rouen à Reims, est inégal, parsemé de tertres et de vallons, assis sur un -sol humide mêlé de sable et d'argile, dont les chemins deviennent impraticables pendant,là mauvaise saison. Un tiers do la superficie est couvert de bois ; un autre tiers comprend des terres labourables  de, moyenne qualité ».

### Communes limitrophes
|               | Villembray | Hodenc-en-Bray      |
| Senantes      | Blacourt   | Lachapelle-aux-Pots |
| Cuigy-en-Bray | Espaubourg | Saint-Aubin-en-Bray |

### Hydrographie

#### Réseau hydrographique
La commune est située dans le bassin Seine-Normandie. Elle est drainée par l'Avelon, le cours d'eau 05 de la commune de Blacourt, le cours d'eau 06 de la commune de Blacourt, le cours d'eau 09 de la commune de Blacourt, le ruisseau des Raques divers bras de l'Avelon et divers autres petits cours d'eau,.
L'Avelon, d'une longueur de 23 km, prend sa source dans la commune de Senantes et se jette  dans Rivière de Saint-Just à Beauvais, après avoir traversé onze communes.

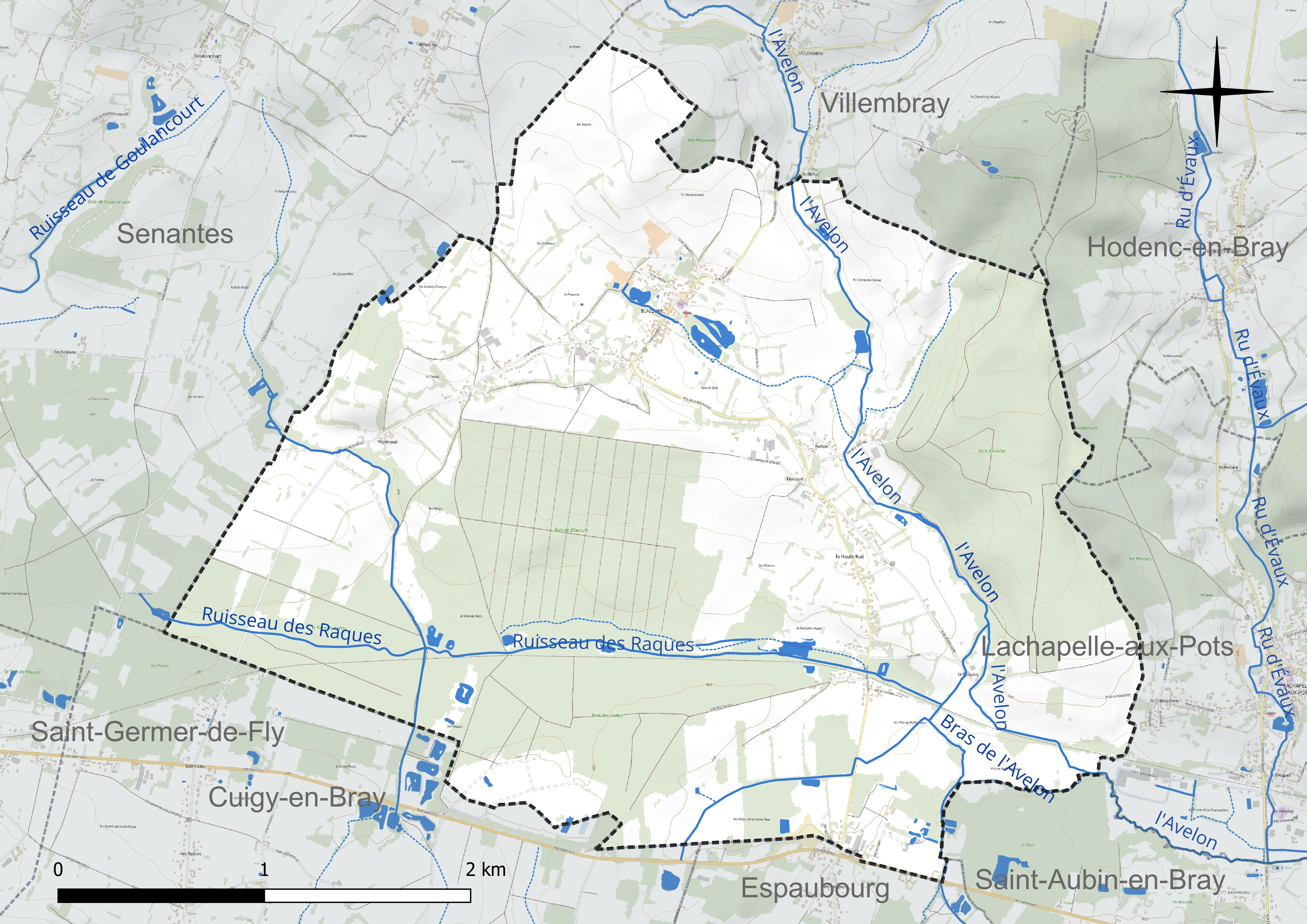
Réseau hydrographique de Blacourt.

#### Gestion et qualité des eaux
Le territoire communal est couvert par le schéma d'aménagement et de gestion des eaux (SAGE) « Sensée ». Ce document de planification concerne un territoire de 1 219 km2 de superficie, délimité par le bassin versant du Thérain. Le périmètre a été arrêté le 27 janvier 2023 et le SAGE proprement dit est, en 2024, en cours d'élaboration. La structure porteuse de l'élaboration et de la mise en œuvre est le syndicat intercommunal de la Vallée du Thérain (SIVT).
La qualité des cours d'eau peut être consultée sur un site dédié géré par les agences de l'eau et l'Agence française pour la biodiversité.

### Climat
Pour des articles plus généraux, voir Climat des Hauts-de-France et Climat de l'Oise.
En 2010, le climat de la commune est de type climat océanique dégradé des plaines du Centre et du Nord, selon une étude du CNRS s'appuyant sur une série de données couvrant la période 1971-2000. En 2020, Météo-France publie une typologie des climats de la France métropolitaine dans laquelle la commune est exposée à un climat océanique et est dans la région climatique Sud-ouest du bassin Parisien, caractérisée par une faible pluviométrie, notamment au printemps (120 à 150 mm) et un hiver froid (3,5 °C).
Pour la période 1971-2000, la température annuelle moyenne est de 10,3 °C, avec une amplitude thermique annuelle de 14,2 °C. Le cumul annuel moyen de précipitations est de 761 mm, avec 11,9 jours de précipitations en janvier et 8,1 jours en juillet. Pour la période 1991-2020, la température moyenne annuelle observée sur la station météorologique la plus proche, située sur la commune de Jaméricourt à 18 km à vol d'oiseau, est de 11,0 °C et le cumul annuel moyen de précipitations est de 695,7 mm,. Pour l'avenir, les paramètres climatiques de la commune estimés pour 2050 selon différents scénarios d'émission de gaz à effet de serre sont consultables sur un site dédié publié par Météo-France en novembre 2022.

### Milieux naturels et biodiversité
Blacourt est concerné par trois zones naturelles d'intérêt écologique, faunistique et floristique (ZNIEFF), : 
- ZNIEFF du bois d'Avelon et lande de Lachapelle-aux-Pots, qui se trouve sur des sables acides et les grès ferrugineux reposant sur des argiles, générant des boisements acidophiles aux reliefs accidentés et au caractère atlantique et sub-montagnard[18] ;
- ZNIEFF du Pays de Bray[19] ;
- ZNIEFF des prairies, landes et bois humides du bas-Bray de Saint-Germer-de-Fly à Lachapelle-aux-Pots, composée essentiellement de boisements de chênes pédonculés et de bouleaux pubescents, ainsi qu'un secteur ouvert d'environ 1,5 ha où se trouvent moliniaie, landes humides, prairies pâturées, cariçaie, ptéridiaie et lande humide à bruyère quaternée, qui constitue un  habitat d'intérêt très élevé pour la Picardie. C'est une des rares zones encore préservées de landes de ce secteur de l'Oise. Depuis son abandon, les surfaces se boisent progressivement et les habitats et espèces patrimoniales disparaissent[20] ;

## Urbanisme

### Typologie
Au 1er janvier 2024, Blacourt est catégorisée commune rurale à habitat dispersé, selon la nouvelle grille communale de densité à sept niveaux définie par l'Insee en 2022.
Elle est située hors unité urbaine. Par ailleurs la commune fait partie de l'aire d'attraction de Beauvais, dont elle est une commune de la couronne,. Cette aire, qui regroupe 162 communes, est catégorisée dans les aires de 50 000 à moins de 200 000 habitants,.

### Occupation des sols
L'occupation des sols de la commune, telle qu'elle ressort de la base de données européenne d'occupation biophysique des sols Corine Land Cover (CLC), est marquée par l'importance des territoires agricoles (58,6 % en 2018), en diminution par rapport à 1990 (62,2 %). La répartition détaillée en 2018 est la suivante : 
prairies (40,1 %), forêts (36,3 %), terres arables (10,2 %), zones agricoles hétérogènes (8,3 %), zones urbanisées (5,1 %). L'évolution de l'occupation des sols de la commune et de ses infrastructures peut être observée sur les différentes représentations cartographiques du territoire : la carte de Cassini (XVIIIe siècle), la carte d'état-major (1820-1866) et les cartes ou photos aériennes de l'IGN pour la période actuelle (1950 à aujourd'hui).

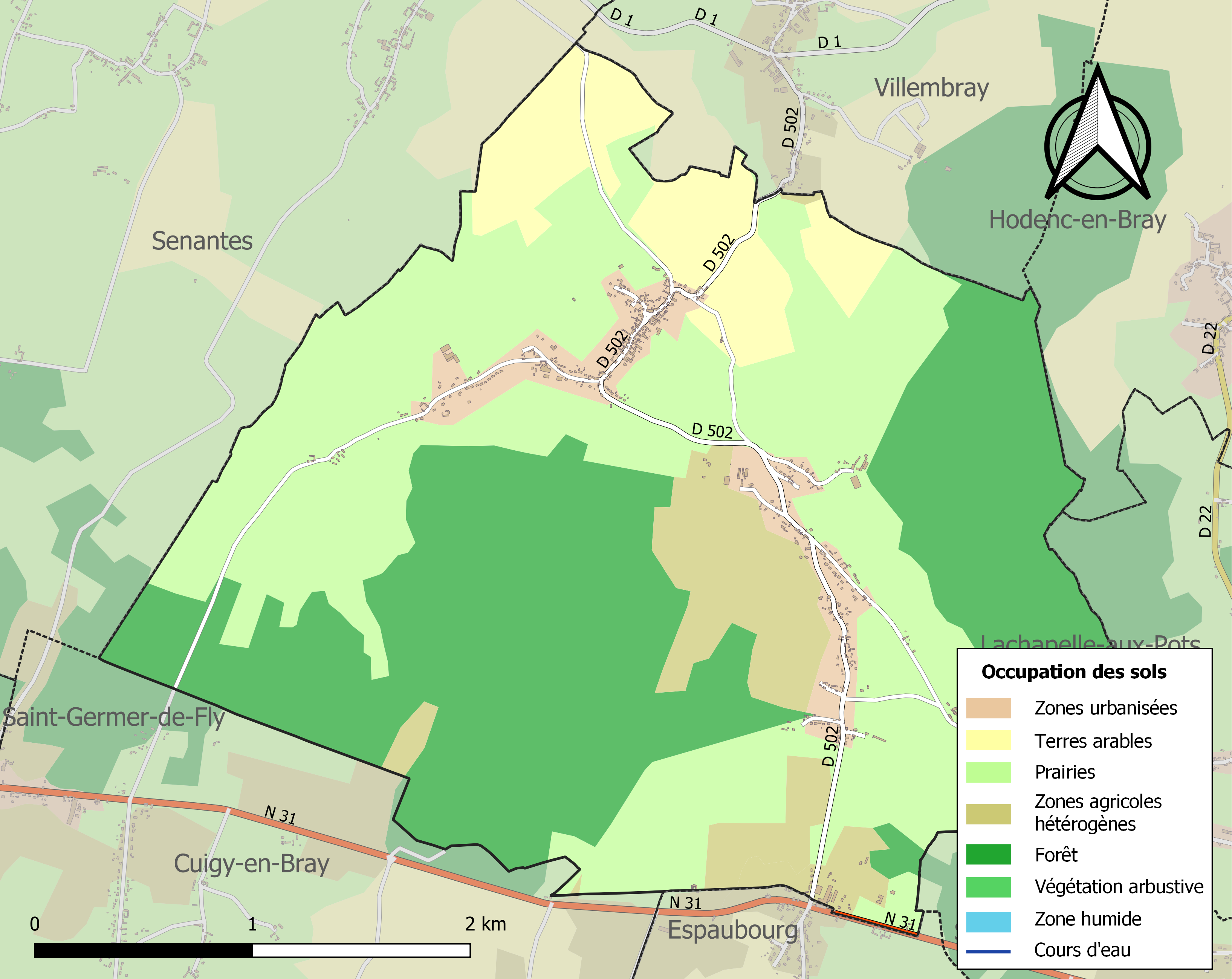
Carte des infrastructures et de l'occupation des sols de la commune en 2018 (CLC).

### Lieux-dits, hameaux et écarts
La commune compte plusieurs hameaux et écarts, outre ke chef-lieu à la Haute-Rue : Avelon, les Landrons, Montreuil, La Boissière et le Méhet.

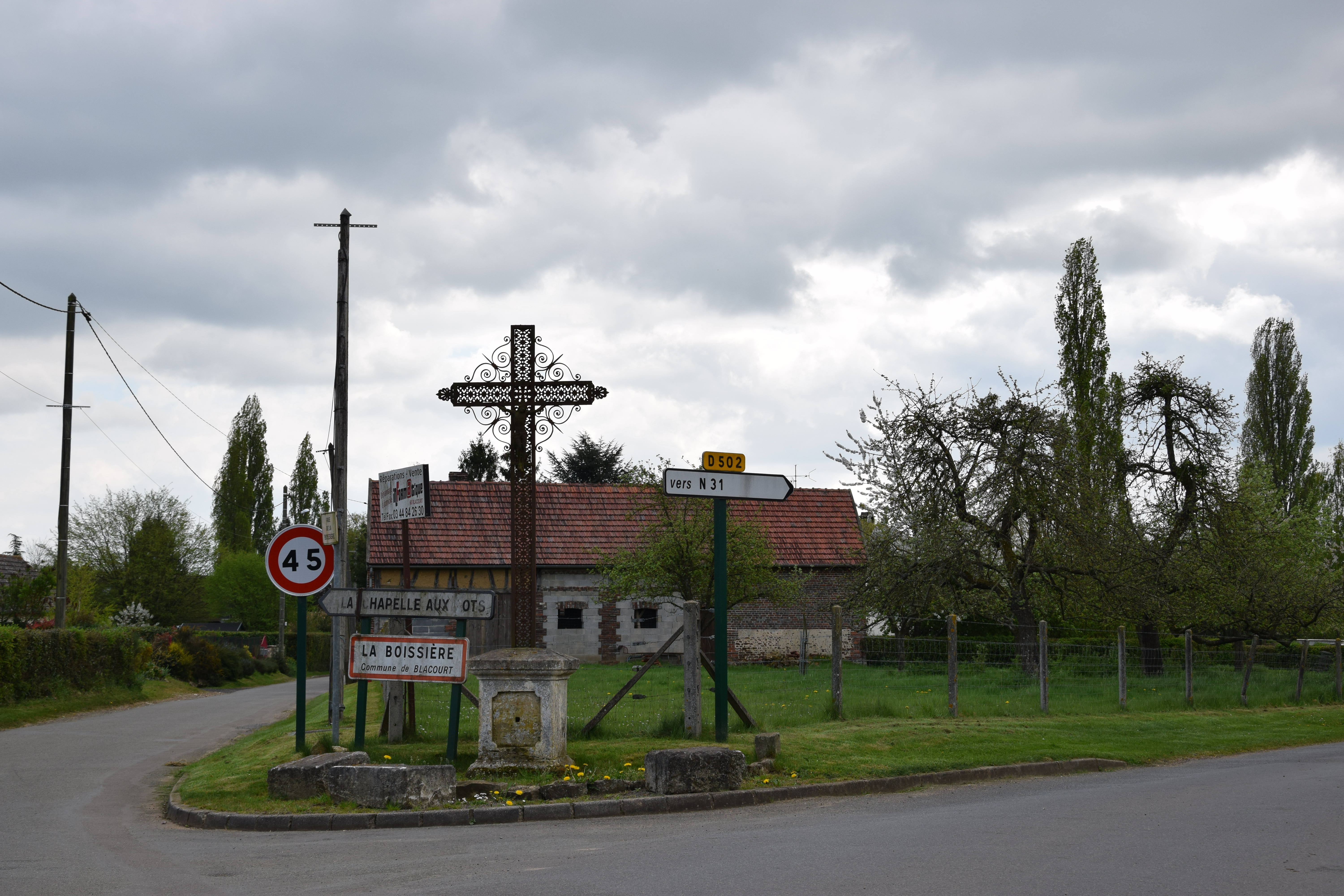
Entrée de La Boissière et calvaire.

### Habitat et logement
En 2018, le nombre total de logements dans la commune était de 253, alors qu'il était de 240 en 2013 et de 217 en 2008.
Parmi ces logements, 85,8 % étaient des résidences principales, 6,3 % des résidences secondaires et 7,9 % des logements vacants. Ces logements étaient pour 98,4 % d'entre eux des maisons individuelles et pour 0,8 % des appartements.
Le tableau ci-dessous présente la typologie des logements à Blacourt en 2018 en comparaison avec celle de l'Oise et de la France entière. Une caractéristique marquante du parc de logements est ainsi une proportion de résidences secondaires et logements occasionnels (6,3 %) supérieure à celle du département (2,5 %) et à celle de la France entière (9,7 %). Concernant le statut d'occupation de ces logements, 90,8 % des habitants de la commune sont propriétaires de leur logement (88,7 % en 2013), contre 61,4 % pour l'Oise et 57,5 pour la France entière.
| Typologie                                               | Blacourt | Oise | France entière |
| ------------------------------------------------------- | -------- | ---- | -------------- |
| Résidences principales (en %)                           | 85,8     | 90,4 | 82,1           |
| Résidences secondaires et logements occasionnels (en %) | 6,3      | 2,5  | 9,7            |
| Logements vacants (en %)                                | 7,9      | 7,1  | 8,2            |

### Voies de communication et transports
La commune est desservie, en 2023, par les lignes 611, 6102 et 6107 du réseau interurbain de l'Oise.

## Toponymie
La localité a été dénommée Blaencourt en 1152 (Bladolduvilla).

## Histoire
Sous l'Ancien Régime, Blacourt relevait du vidame de Gerberoy. La seigneurie était à la famille de Couquault, à laquelle vint par alliance  vers 1430 le fief d'Avelon. La terre ayant été acquise en 1486 par Jean de Monceaux , fut comprise au seizième siècle dans.la baronnie de Hodenc-en-Bray qui appartenait à la maison de Monceaux.
En 1841, on indiquait que la commune était propriétaire du  presbytère, d'une école, d'une partie dubois des Bouleaux .comprenant environ quinze hectare et vingt-cinq autres hectares de terrain à l'état de pâture. Deux moulins à eau étaient exploités sur le territoire communal, et la population était principalement constituée de bûcherons et d'agriculteurs. Quelques ouvriers potiers étaient employés aux fabriques de Lachapelle-aux-Pots.

## Politique et administration

### Rattachements administratifs et électoraux

#### Rattachements administratifs
La commune se trouve dans l'arrondissement de Beauvais du département de l'Oise.
Elle faisait partie depuis 1802 du canton du Coudray-Saint-Germer. Dans le cadre du redécoupage cantonal de 2014 en France, cette circonscription administrative territoriale a disparu, et le canton n'est plus qu'une circonscription électorale.

#### Rattachements électoraux
Pour les élections départementales, la commune fait partie depuis 2014 du canton de Grandvilliers
Pour l'élection des députés, elle fait partie de la deuxième circonscription de l'Oise.

### Intercommunalité
Blacourt est membre de la communauté de communes du Pays de Bray, un établissement public de coopération intercommunale (EPCI) à fiscalité propre créé fin 1997  et auquel la commune a transféré un certain nombre de ses compétences, dans les conditions déterminées par le code général des collectivités territoriales.

### Liste des maires
| Période                                  | Période                        | Identité             | Étiquette | Qualité                         |
| ---------------------------------------- | ------------------------------ | -------------------- | --------- | ------------------------------- |
| Les données manquantes sont à compléter. |                                |                      |           |                                 |
| avant 1962                               |                                | Robert Lefèvre       |           |                                 |
| Les données manquantes sont à compléter. |                                |                      |           |                                 |
| mars 2001                                | 2008                           | Daniel Michel        |           |                                 |
| mars 2008                                | juillet 2012                   | Raymond Maugez       | DVD       | Retraité-artisan Démissionnaire |
| Les données manquantes sont à compléter. |                                |                      |           |                                 |
| 2014                                     | juillet 2020                   | François Benard      |           | Retraité                        |
| juillet 2020                             | En cours (au 26 novembre 2021) | Jean-Pierre Fouquier |           | Cadre retraité                  |

## Équipements et services publics
Un ensemble de casiers automatiques installé par le Casier brayon permet aux habitants du secteur d'acheter à tout moments des produits frais en circuit court  et de retirer des commandes.

### Enseignement

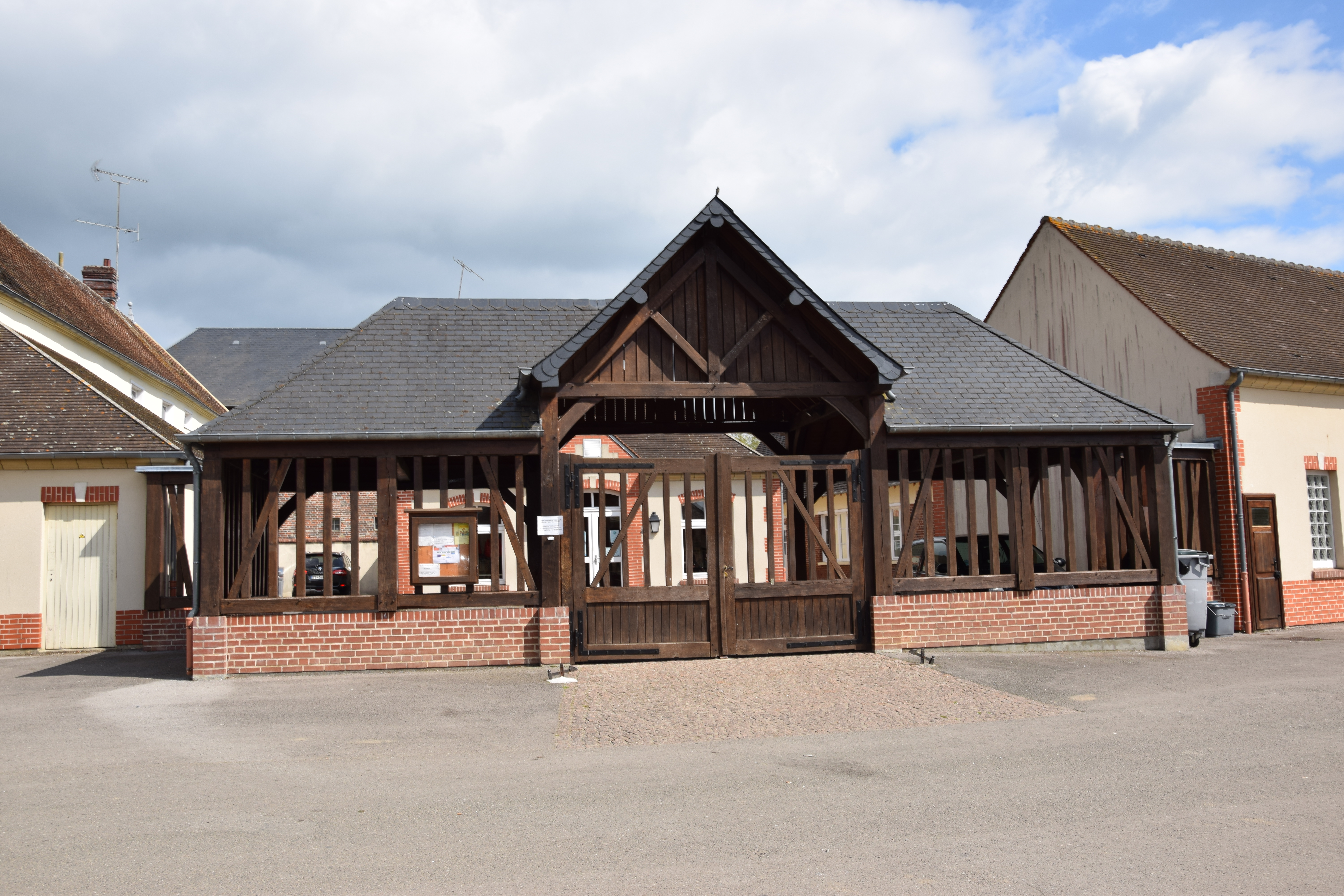
L'école.

Les enfants de la commune sont scolarisés avec ceux d'Espaubourg au sein d'un regroupement pédagogique intercommunal. L'école Daniel-Michel de Blacourt comprend en 2021 deux classes,.
Ils poursuivent leurs études au collège des Fontainettes à Saint-Aubin-en-Bray.

### Culture
Une ancienne cabine téléphonique a été aménagée en 2020 en bibliothèque libre-service

### Justice, sécurité, secours et défense
La municipalité souhaite développer sur la mandature 2020-2026 la sécurisation routière et  la vidéosurveillance.
La commune a organisé en 2021, en complément de l'action de la Gendarmerie nationale une participation citoyenne où neuf habitants participent au dispositif Voisins vigilants et prévoit l'installation de caméras de vidéosurveillance.

## Population et société

### Démographie

#### Évolution démographique
L'évolution du nombre d'habitants est connue à travers les recensements de la population effectués dans la commune depuis 1793. Pour les communes de moins de 10 000 habitants, une enquête de recensement portant sur toute la population est réalisée tous les cinq ans, les populations de référence des années intermédiaires étant quant à elles estimées par interpolation ou extrapolation. Pour la commune, le premier recensement exhaustif entrant dans le cadre du nouveau dispositif a été réalisé en 2008.

En 2022, la commune comptait 576 habitants, en évolution de −8,57 % par rapport à 2016 (Oise : +0,87 %, France hors Mayotte : +2,11 %).
| 1793 | 1800 | 1806 | 1821 | 1831 | 1836 | 1841 | 1846 | 1851 |
| ---- | ---- | ---- | ---- | ---- | ---- | ---- | ---- | ---- |
| 503  | 510  | 556  | 583  | 601  | 587  | 598  | 552  | 563  |

| 1856 | 1861 | 1866 | 1872 | 1876 | 1881 | 1886 | 1891 | 1896 |
| ---- | ---- | ---- | ---- | ---- | ---- | ---- | ---- | ---- |
| 554  | 553  | 514  | 483  | 435  | 398  | 424  | 422  | 434  |

| 1901 | 1906 | 1911 | 1921 | 1926 | 1931 | 1936 | 1946 | 1954 |
| ---- | ---- | ---- | ---- | ---- | ---- | ---- | ---- | ---- |
| 412  | 409  | 363  | 388  | 396  | 354  | 295  | 326  | 333  |

| 1962 | 1968 | 1975 | 1982 | 1990 | 1999 | 2006 | 2008 | 2013 |
| ---- | ---- | ---- | ---- | ---- | ---- | ---- | ---- | ---- |
| 308  | 283  | 285  | 352  | 371  | 410  | 478  | 498  | 618  |

| 2018 | 2022 | - | - | - | - | - | - | - |
| ---- | ---- | - | - | - | - | - | - | - |
| 574  | 576  | - | - | - | - | - | - | - |

#### Pyramide des âges
La population de la commune est relativement jeune.
En 2018, le taux de personnes d'un âge inférieur à 30 ans s'élève à 35,2 %, soit en dessous de la moyenne départementale (37,3 %). À l'inverse, le taux de personnes d'âge supérieur à 60 ans est de 19,7 % la même année, alors qu'il est de 22,8 % au niveau départemental.
En 2018, la commune comptait 291 hommes pour 283 femmes, soit un taux de 50,7 % d'hommes, légèrement supérieur au taux départemental (48,89 %).
Les pyramides des âges de la commune et du département s'établissent comme suit.
| Hommes | Classe d’âge | Femmes |
| ------ | ------------ | ------ |
| 1,0    | 90 ou +      | 0,4    |
| 3,8    | 75-89 ans    | 3,2    |
| 14,1   | 60-74 ans    | 17,0   |
| 21,6   | 45-59 ans    | 17,3   |
| 25,1   | 30-44 ans    | 26,1   |
| 13,7   | 15-29 ans    | 12,0   |
| 20,6   | 0-14 ans     | 24,0   |

| Hommes | Classe d’âge | Femmes |
| ------ | ------------ | ------ |
| 0,5    | 90 ou +      | 1,4    |
| 5,5    | 75-89 ans    | 7,6    |
| 15,6   | 60-74 ans    | 16,3   |
| 20,8   | 45-59 ans    | 20     |
| 19,4   | 30-44 ans    | 19,4   |
| 17,6   | 15-29 ans    | 16,2   |
| 20,6   | 0-14 ans     | 19,1   |

### Sports
Le village accueille le club de courses à pied hors stade, de trail et de cross de Blacourt, créé en 1989 et qui, en 2019, comptait 92 licenciés.

## Économie
Une carrière d'argile est exploitée depuis 1997 au lieu-dit du bois des Tailles pour l'usine de tuiles de Saint-Germer-de-Fly. Cent-vingt mille tonnes de matériaux ont été extrait en 2016, et l'extension de la carrière est souhaitée par l'exploitant pour disposer d'une capacité de production renouvelée pendant trente ans.

## Culture locale et patrimoine

### Lieux et monuments
- L'église Saint-Martin, construite en grès, est constituée d'un clocher en charpente et ardoises, carré à la base, octogonal ensuite et qui domine la croisée, d'une nef unique, d'origine ancienne, suivie d'un transept saillant et d'un chœur terminé par une abside à trois pans du XVIe siècle
La nef est flanquée au sud d'un porche en bois qui s'étend sur toute sa longueur et conserve au nord-est une petite fenêtre en plein cintre à double ébrasement – extérieur et intérieur – qui est la marque de la première moitié du  XIIe siècle. A côté se trouve une grande fenêtre à réseau flamboyant du  XVIe siècle.
Un petit vitrail du XVIe siècle, en assez mauvais état, se voit dans le croisillon nord tandis que le chœur a conservé des belles boiseries du XVIIIe siècle avec un retable consacré à saint Martin[45],[46]. Elle est inscrite au titre des monuments historiques en 2023[47].
- La chapelle du Dieu de Pitié, datant du XIXe siècle et  restaurée en 2020[48].

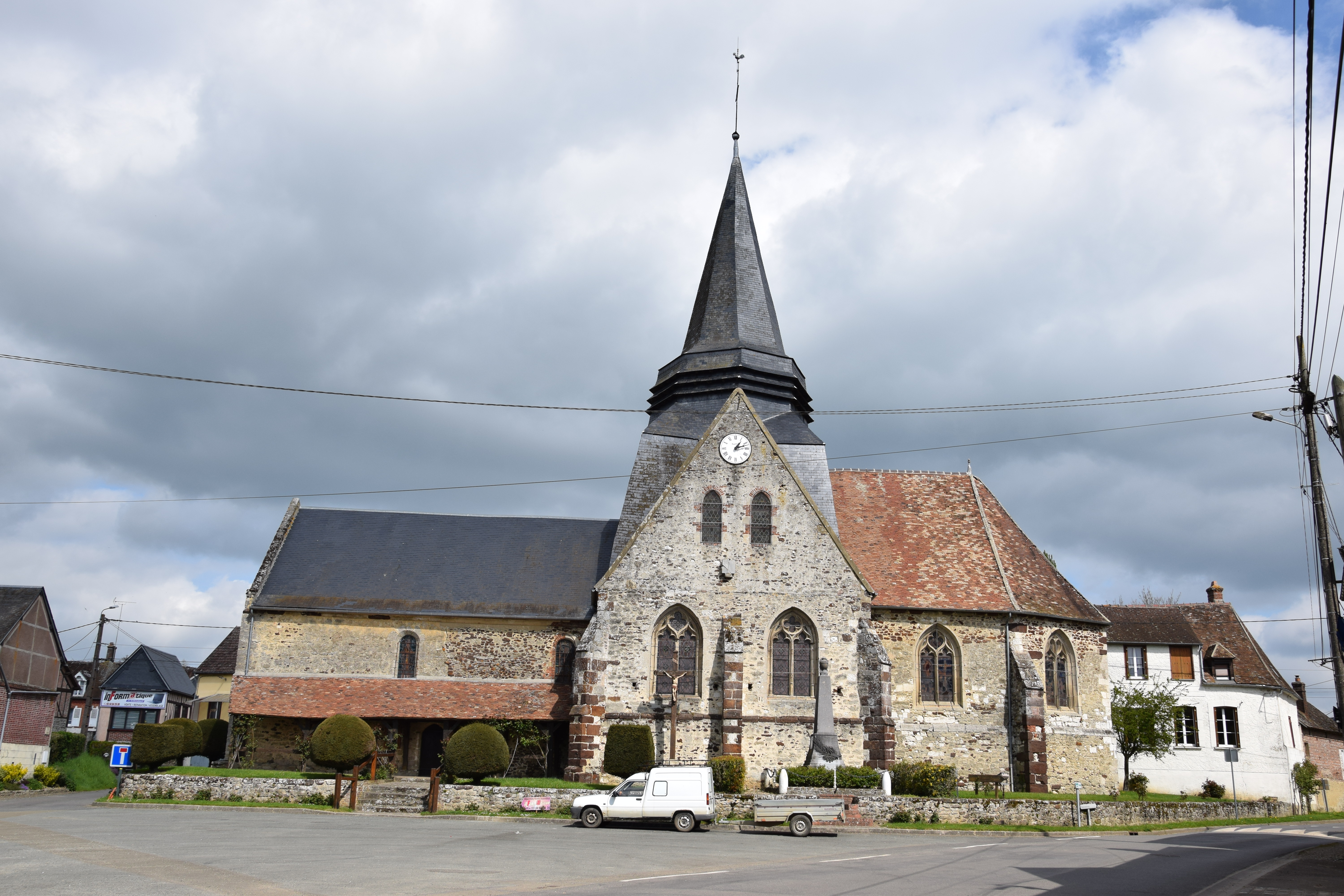
L'église et  son porche latéral
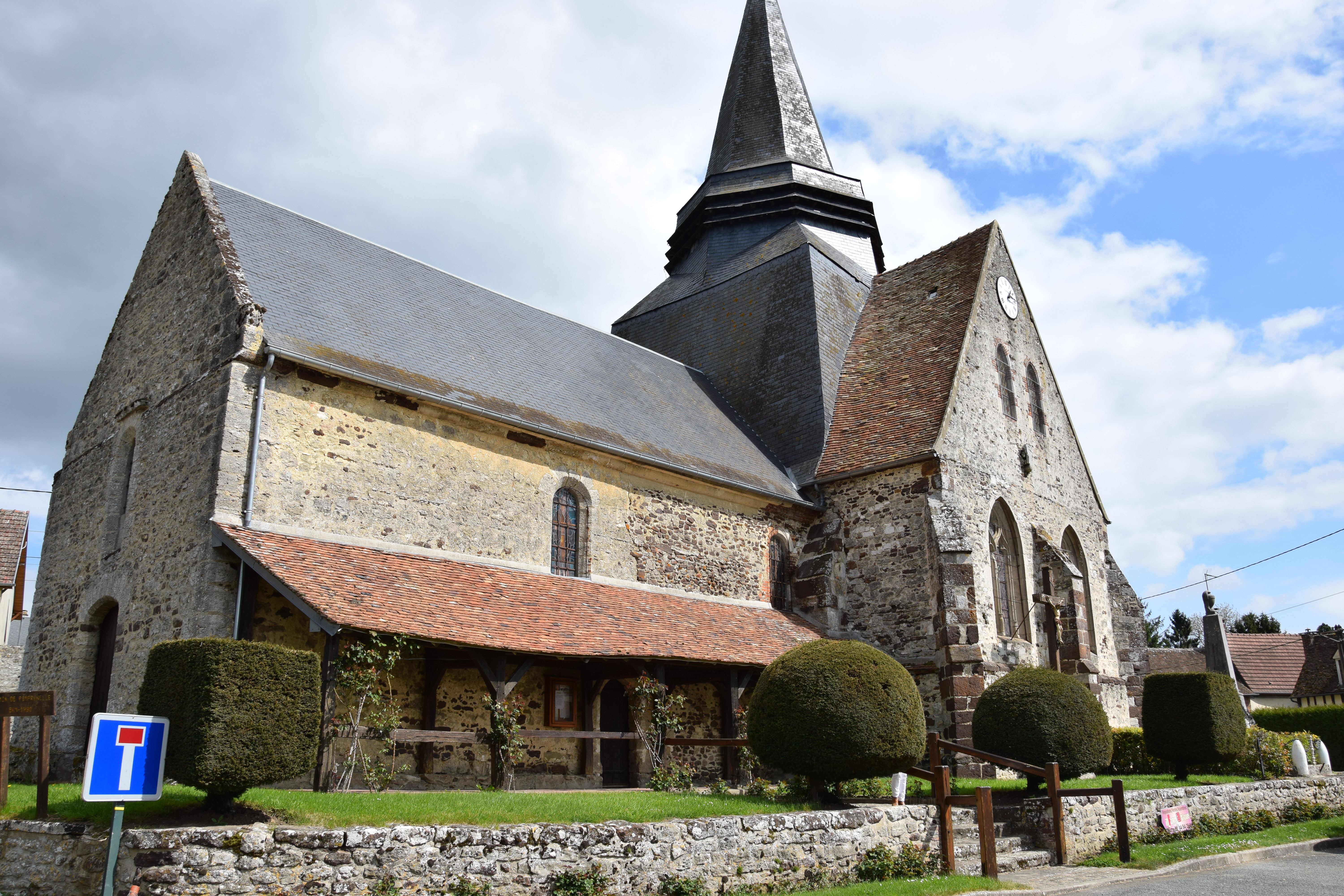
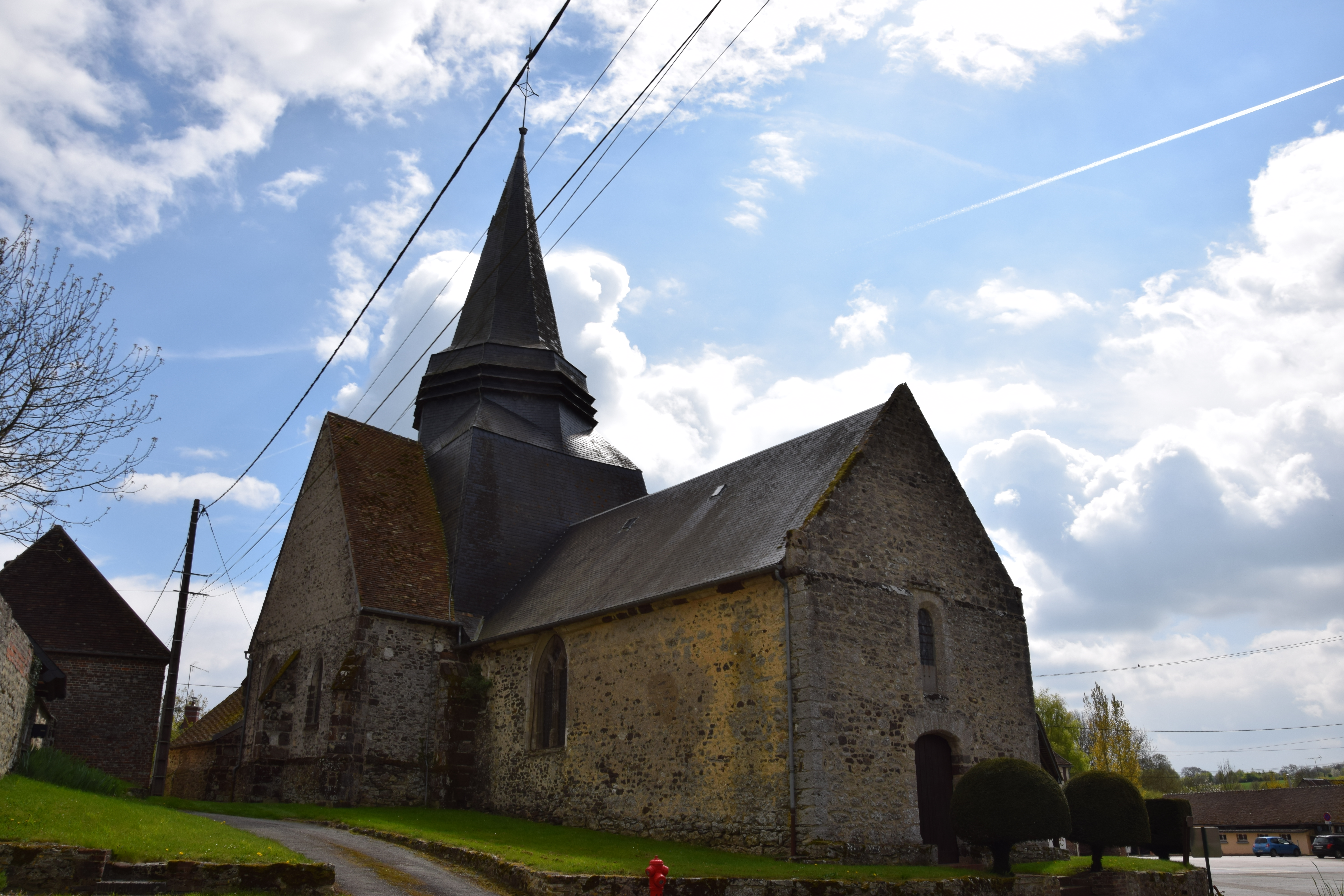
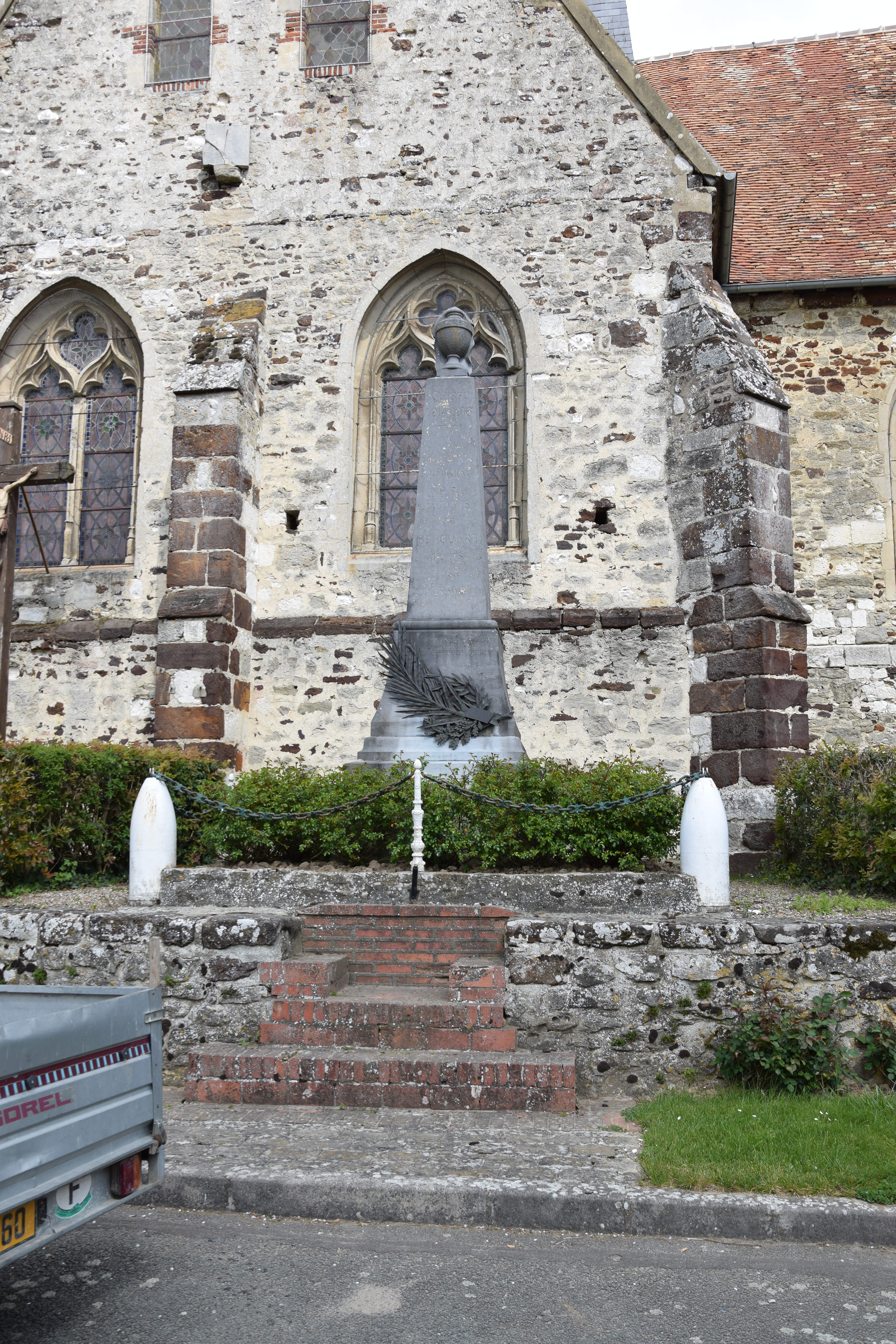
Le monument aux morts

### Personnalités liées à la commune
Le nom de quelques seigneurs de Blacourt nous est parvenu : 
- Jean de Couquault écuyer, est seigneur de Blacourt en 1550.
- L'Abbaye Saint-Germer-de-Fly vend en 1576 à Jacques Couquault, écuyer, seigneur d'Avelon, le fief de Molencourt, afin de pouvoir payer sa part dans le don de cinquante mille écus accordé au roi par le clergé.
- Messire Henry de Couquault sert comme garde du roi dans la  compagnie de Noailles en 1698. Le chef de cette maison était officier aux gardes françaises avant la Révolution française.

### Blacourt dans les arts et la culture
- Roman, Le Crime de Blacourt de Daphné Guillemette